# Petru Maior
Petru Maior (Marosvásárhely, 1756.  – Buda, 1821. február 14.) román görögkatolikus pap, író, történész, nyelvész, az erdélyi iskola kiemelkedő képviselője.

## Élete
Iskoláit Marosvásárhelyen, Kolozsváron és Balázsfalván végezte. 1774-ben Gheorghe Șincai-jal együtt a római Collegium de propaganda fide intézetbe került. Itt tanulta a teológiát és a bölcseletet. Róma ókori romjainak látványa és az olasz nyelv rokonsága a román nyelvvel azt a gondolatot érlelték meg benne, hogy a románok az ókori rómaiak egyenes leszármazottjai. 1779-1780-ban Bécsben kánonjogot tanult.
Visszatérve Erdélybe, rövid ideig a balázsfalvi görögkatolikus monostorban élt. Itt kedvelt tanulmányaival, a történelemmel és nyelvészettel foglalkozott, nem feledkezve meg szerzetesi hivatásáról sem. Amikor II. József rendelete folytán a szerzetesek száma tekintélyesen megcsappant, ő is kilépett a bazilita rendből, és Szászrégenben választatta meg magát görögkatolikus papnak, majd Görgényben lett esperes. Sehogy sem tudván megférni Bob püspökkel, később megvált plébániájától, és 1809-ben könyvrevizor lett Budán a cenzúránál, ahol 12 évet töltött. Ezen időszakban  fogott hozzá régen tervezett munkája, az Istoria sajtó alá rendezéséhez és kiadásához.

## Művei
- Telemac. Buda, 1809 (Fénelon Les aventures de Télémaque című művének fordítása)
- Propovedanii la îngropăciunea oamenilor morți. Uo. 1809 (Prédikációk a halott emberek eltemetésekor)
- Prediche sau învățături la toate duminicile și sărbătoarile anului, Buda, 1810 (Prédikációk az év minden vasárnapjára és ünnepnapjára)
- Istoria pentru începutul românilor in Dachia. Buda, 1812 (A románok eredetéről Dáciában)
- Istoria bisericei românilor atâtu a celoru din coce, precum si a celoru din. colo de Dunare, Buda, 1813 (A románok egyházának történetőről, mind a Dunán inneniek, mind a túliakéról)
- Orthographia romana sive lationvalachica una cum clavi (Primum valachico idiomate concinnata, deinde in latinum translata). Ugyanott, 1819 (Neve Majornak írva)
- Lesicon românescu-latinescu-ungurescu-nemțesc (Lexicon walachico–latino–hungarico–germanicum, quod a pluribus auctoribus). Buda, 1825 (A Samuel Micu Klein által megkezdett, Kolosy Corneli által folytatott és Theodorovics és Theodori által befejezett Budai szótár írói közt ő volt a legjelentékenyebb és legtevékenyebb. E szótár bevezetésében párbeszéd alakjában értekezik a román nyelv és nép eredetéről)

Kéziratban: 
- Despre datoria pârinților de a-i educa copii bine (A szülők kötelességeiről gyermekeik jó nevelésében)